# 레드 힐 (영화)
레드 힐(Red Hill)은 2010년 개봉한 오스트레일리아의 영화이다.

## 줄거리
젊은 경찰관 셰인 쿠퍼는 임신한 아내와 함께 작은 마을 레드힐로 이사한다. 첫 출근 날, 셰인은 총을 찾지 못하고 무장한 소년을 쏘지 못해 상관인 빌 존스에게 적대감을 산다. 얼마 후, 빌에게 아내를 살해한 혐의로 체포되었던 살인범 지미 콘웨이가 탈옥했다는 소식이 전해진다. 빌은 지미가 복수를 위해 마을로 돌아올 것을 알고 경찰들과 민간인들에게 지미를 발견 즉시 사살하라고 명령한다.
빌의 부하들은 지미에게 상대가 되지 못하고, 지미는 경찰과 무장한 민간인들을 가차 없이 살해한다. 셰인은 지미와 마주치지만 목숨을 건진다. 셰인은 빌이 지미를 일부러 살려줬다는 사실을 알고 그 이유를 추궁하지만, 빌은 셰인을 기절시키고 수갑을 채워 가둔다. 셰인은 탈출에 성공하고, 근처 농장에서 위성 전화로 경찰에 지원을 요청한다. 전화를 하던 중, 셰인은 농장주 글리슨이 자살하려 하는 것을 발견하고 대화를 나누던 중 지미가 아내 살인죄 누명을 썼다는 사실을 알게 된다. 글리슨은 지미 아내를 강간하고 살해한 건 빌과 그 부하들이었고, 지미가 철도 확장에 반대하자 복수심에 불타 저지른 일이라고 폭로한다. 글리슨은 진실이 담긴 문서를 가지고 있다고 말한 뒤 자살한다.
진실을 알게 된 셰인은 집으로 돌아가 아내가 찾아놓은 총을 챙긴다. 마을 외곽에서 빌은 지미를 유인하기 위해 건초 더미에 불을 지른다. 지미가 도착해 빌의 남은 부하들을 모두 죽이지만, 빌을 죽이려는 순간 빌의 친구들이 나타나 그를 붙잡는다. 셰인은 진실을 폭로하며 빌의 친구들을 쏴 지미를 구한다. 경찰 지원 병력이 도착해 지미와 대치하고, 셰인은 지미에게 총을 버리라고 설득하지만 지미는 결국 빌을 죽인다. 지미는 경찰의 총에 맞아 죽기 직전 셰인에게 자신의 아내가 그의 아들을 임신했었다는 사실을 밝힌다.

## 캐스팅
- 라이언 콴튼 - Shane Cooper
- 스티브 비슬리 - Old Bill
- 톰 E. 루이스 - Jimmy Conway
- 클레어 밴 더 붐 - Alice Cooper

## 같이 보기
- 오스트레일리아 영화